# Fistel
En fistel är  en icke-normal förbindelse mellan två organ i människokroppen.

## Allmänt
En fistel är en onaturlig rörformad kanal som förbinder ett av kroppens hålrum med antingen ett annat hålrum, eller med huden. En sådan kanal kan exempelvis uppstå mellan tarmen och urinblåsan, eller gå från tarmen och ut genom huden. Det är vanligt att det rinner avföring, urin eller var genom fisteln. Vätskan gör att fisteln inte kan läka ihop av sig själv. Fistlar ökar också risken för nya infektioner. En gång som bara är öppen i ena änden kallas för en sinus.

### Avsiktligt skapad fistel
I vissa medicinska sammanhang är det av intresse att anlägga en fistel för att möjliggöra behandling av sjukdomen. Det senare är fallet vid hemodialys där man anlägger en så kallad arteriovenös fistel (AV-fistel) genom att en ven sys ihop med en artär. Blod pumpas då med högt tryck genom venen från artären, vilket gör att venen blir större och tillräckligt stark att användas för hemodialys efter cirka 4–6 veckor. En AV-fistel kan fungera i många år och är att föredra om artärer och vener i armen passar för ändamålet.
En fistelgång kan vara en förbindelse i kroppen som bildas för att en varig svulst ska kunna dränera ut varet genom exempelvis anus.

### Fistel orsakad av sjukdom
Många sjukdomsprocesser åstadkommer en fistel som ett resultat av den fortskridande sjukdomen. En vanlig orsak till analfistel är att du har fått en böld i området kring ändtarmen, så kallad analabscess. Anledningen till att bölder kan ge upphov till fistlar är att varet försöker hitta en väg ut – genom huden eller ut i tarmen.

### Obstetrisk fistula
Obstetrisk fistula innebär ett hål mellan slidan och urinblåsan, mellan slidan och ändtarmen eller mellan båda, orsakat av en lång förlossning utan adekvata ingrepp av läkare. Resultatet är urin- och eller avföringsinkontinens, och oftast ett dödfött barn.
Obstetrisk fistula kan opereras, men om tillgång till kirurgisk sjukvård saknas kan den leda till svårt och livslångt lidande.
Inkontinensen orsakar lukt och obehag och kan leda till att den drabbade kvinnan blir utstött av sin familj och sitt samhälle. Kvinnor med fistula kan även utveckla multipla infektioner eller hudsjukdomar.